# Răul cu Carne
Răul cu Carne (engleză Evil con Carne) este un serial de animație american creat de Maxwell Atoms pentru Cartoon Network. Serialul se concentrează pe un domn al crimei bogat pe nume Hector Con Carne, care este redus la creierul său și stomacul după o tentativă de asasinare, și implantat ulterior în Boskov, un urs purpuriu atent. Ajutat de savanta Maiorul Dr. Stafi și liderul militar Generalul Cicatrice, Hector acum gestionează organizația criminală Răul cu Carne, continuând să caute cucerirea lumii.
Răul cu Carne a început ca un segment al serialului Grim & Evil, din care i-a fost un spin-off, alături de serialul soră Negrele aventuri ale lui Billy și Mandy, pe 24 august 2001. Deși segmentele au fost produse pentru Grim & Evil, s-au difuzat ca un serial separat din 11 iulie 2003 până pe 22 octombrie 2004 pe Cartoon Network.
După sfârșitul serialului, personajele au făcut frecvent apariții cameo în Billy și Mandy, cu Generalul Cicatrice devenind un personaj recurent. Un final de serial oficial, intitulat "Companie stai" (care a fost și un crossover cu Billy și Mandy), a fost difuzat pe 16 martie 2007.

## Premisă
Hector Con Carne a fost un băiat milionar și un geniu malefic care a vrut să cucerească lumea. Eventual, s-a produs o explozie uriașă cauzată de dușmanul său, Cod Commando. Explozia a împrăștiat multe din corpul lui în lumea întreagă. El a fost salvat de un om de știință, Maiorul Dr. Stafi (care este îndrăgostită de el), care i-a salvat două organe din corpul lui: creierul și stomacul. Acestea două au fost mai târziu instalate în Boskov, un urs de circ mov, dându-i controlul lui Con Carne de-a se mișca.
Hector, Dr. Stafi și liderul lor militar, Generalul Cicatrice, au creat apoi un laborator secret pe o insulă cu un munte în formă de iepuraș știut ca „Insula Iepuraș”. Misiunea lor este un singur lucru: să-i caute părțile din corp rămase.

## Personaje
- Hector Con Carne - Personajul principal și antieroul. A fost un băiat malefic și dinamic care a fost redus la un creier antropomorfic și un stomac după o explozie gigantică. Cumva, stomacul a fost dus la o viață proprie. Este adesea frustrat de dificultatea de a cuceri lumea în statutul său curent.
- Maiorul Dr. Stafi (en. Ghastly) - Un geniu malefic, Stafi este creierul din spatele tuturor planurilor lui Hector. Nu pare să fie prea atentă în cucerirea lumii; este mai interesată în a inventa chestii și a fi mai aproape de Hector.
- Generalul Cicatrice (en. General Skarr) - Liderul paramilitar al lui Con Carne. Este un om cu inimă rece, odios și dur cu o cicatrice pe față și un singur ochi. Are tendința de a fi mai rău decât Con Carne însuși, de cele mai multe ori încercând să-și răstoarne liderul. A făcut numeroase apariții în Negrele aventuri ale lui Billy și Mandy ca vecinul lui Billy de vizavi. A apărut de asemenea în spin-offul lui Billy și Mandy, Underfist. S-a dovedit că și-a dat demisia de a lucra pentru Hector Con Carne după ce au fost "cumpărați" de industria desenelor pentru că n-au vrut competiția în dominația lumii.
- Boskov - Un fost urs mov de circ rusesc care poartă creierul și stomacul lui Con Carne în corpul său. Uneori este greu de controlat din cauza instinctelor sale animalice și lipsa de inteligență.
- Stomacul - Fostul stomac al lui Hector Con Carne va spune ceva numai când vine vorba de mâncare.
- Cod Commando - Dușmanul de moarte al lui Con Carne. Este un pește antropomorfic agent/supererou în SPORK extrem de talentat, care vorbește doar în jargon. De cele mai multe ori contracarează în mod invariabil planurile malefice ale lui Con Carne și este responsabil pentru distrugerea corpului lui Hector.
- Destructicus Con Carne - Fiul lui Hector și Stafi din viitor care a fost creat când cei doi, împreună cu Cicatrice, au rămas pe o insulă deșertică. Destruticus respinge căile malefice ale tatălui său și devine un supererou, luptând în numele binelui, de-obicei împotriva forțelor lui Hector. El încă își iubește părinții, deși doar Stafi îi întoarce afecțiunea. În primul său episod, O problemă temporală, Hector din prezent a fost derutat la cum a fost conceput (considerând că Hector și-a pierdut sistemul reproductiv).
- Estroy - Vecinul lui Hector de vizavi; amândoi sunt foarte competitivi. El poartă o mască de metal pentru a-și ascunde frumusețea imensă, cum s-a văzut în episodul The HCCBDD. Este o parodie a lui Destro, un răufăcător din serialul G.I. Joe. De-asemenea pare să fie îndrăgostit de Stafi.

## Episoade
| N/o       | Titlu în română                       | Titlu în engleză                       |
| --------- | ------------------------------------- | -------------------------------------- |
|           |                                       |                                        |
| SEZONUL 1 |                                       |                                        |
|           |                                       |                                        |
| 01        | Răul con carne                        | Evil Con Carne                         |
| 01        | Cicatrice emoțională                  | Emotional Skarr                        |
| 01        | Răul o ia razna                       | Evil Goes Wild                         |
|           |                                       |                                        |
| 02        | Răul la proces                        | Evil On Trial                          |
| 02        | Mirosul răzbunării, Partea I          | The Smell Of Vengeance, Part 1         |
| 02        | Mirosul răzbunării, Partea a II-a     | The Smell Of Vengeance, Part 2         |
|           |                                       |                                        |
| 03        | Aduceți-mi fața lui Hector Con Carne! | Bring Me The Face Of Hector Con Carne! |
| 03        | '                                     | Devolver, Part 1                       |
| 03        | '                                     | Devolver, Part 2                       |
|           |                                       |                                        |
| 04        | Toată lumea îl iubește pe unchiu Bob  | Everybody Loves Uncle Bob              |
| 04        | '                                     | Tiptoe Through The Tulips, Part 1      |
| 04        | '                                     | Tiptoe Through The Tulips, Part 2      |
|           |                                       |                                        |
| 05        | '                                     | Max Courage                            |
| 05        | O problemă temporală                  | The Time Hole Incident                 |
| 05        | Crăciunul Con Carne                   | Christmas Con Carne                    |
|           |                                       |                                        |
| 06        | Răul suprem                           | Ultimate Evil                          |
| 06        | Caută și distruge                     | Search And Estroy!                     |
| 06        | Plăcinta care m-a iubit               | The Pie Who Loved Me                   |
|           |                                       |                                        |
| 07        | Lipsit de curaj                       | Gutless                                |
| 07        | Groazoboții                           | Day Of The Dreadbots                   |
| 07        | Liga distrugerii                      | League Of Destruction                  |
|           |                                       |                                        |
| 08        | Fiul răului                           | Son Of Evil                            |
| 08        | '                                     | The Right To Bear Arms                 |
| 08        | Problema cu Skarrina                  | The Trouble With Skarrina              |
|           |                                       |                                        |
| 09        | Hai SPORK!                            | Go SPORK!                              |
| 09        | Ziua liberă a lui Boskov              | Boskov’s Day Out                       |
| 09        | Cod contra Hector                     | Cod Vs. Hector                         |
|           |                                       |                                        |
| SEZONUL 2 |                                       |                                        |
|           |                                       |                                        |
| 10        | '                                     | No No Nanuk                            |
| 10        | Idolul adolescenților                 | Teenage Idol                           |
|           |                                       |                                        |
| 11        | Mama tuturor răilor                   | The Mother Of All Evils                |
| 11        | DDZHCC                                | The HCCBDD                             |
|           |                                       |                                        |
| 12        | Ferecat și încărcat                   | Gridlocked And Loaded                  |
| 12        | Paradisul nebunilor                   | Fool’s Paradise                        |
|           |                                       |                                        |
| 13        | Gelozie, gelozie                      | Jealousy, Jealous Do                   |
| 13        | Hector, regele britanicilor           | Hector, King Of The Britons            |
|           |                                       |                                        |